# Ochotniczy Wołyński Pułk Piechoty
Ochotniczy Wołyński Pułk Piechoty – jeden z pułków piechoty Wojska Polskiego II RP, który wziął udział w działaniach zbrojnych wojny polsko-bolszewickiej.
Jego dowódca mjr Wacław Drojowski został śmiertelnie ranny pod Dubienką. 13 sierpnia 1920 bolszewicy znaleźli przy jego ciele pismo zawierające treść planu Naczelnego Wodza odnośnie do obrony Warszawy. Michaił Tuchaczewski zlekceważył sprawę, uznając ją za podstęp.